# De 4 årstider i Nordvest
De 4 årstider i Nordvest (Gretes Tits 1986-2010) er det sjette album lavet af heavy metal-bandet Red Warszawa.

## Trackliste
1. "Sut den onde numse"
2. "De 4 årstider i Nordvest"
3. "Karry"
4. "Gratis pikkemand"
5. "Rapanden Rasmus"
6. "Stram dressur"
7. "Generationen der ikke må heile"
8. "Benzin i blodet"
9. "Skimlers liste"
10. "Brøndby Strand"
11. "Spil den med Satan"
12. "Drikke Rikke"
13. "Jarmers Plads"
14. "Terrorlovgivningen"
15. "Vågn op"
16. "Begravelsesforretningen"
17. "Homometeret"

## Personnel
- "Lækre" Jens Mondrup - "vokal"
- "Heavy" Henning Nymand - guitar, bas, kor, Vokal på "Vi er generationen der ikke må heile", "Brøndby Strand" og "Jarmers Plads", producer
- Morten "Måtten Møbelbanker" Nielsen - trommer, kor